# Anna Kaszuba-Dębska
Anna Kaszuba-Dębska – polska artystka, malarka, graficzka, ilustratorka. Pisarka i biografistka. Reżyserka filmów animowanych i reklam. Znana z instalacji artystycznych w przestrzeniach miejskich, w tym między innymi: Projekt Szpilki i Projekt Emeryty, inspirowanych dziełami Brunona Schulza i Tadeusza Kantora. W latach 2011–2020 prowadziła badania dotyczące życia i twórczości Brunona Schulza, czego efektem są książki: Kobiety i Schulz oraz Bruno. Epoka genialna. Mieszka i tworzy w Krakowie.
Anna Kaszuba-Dębska jest współzałożycielką Fundacji Burza Mózgów, której celem jest promocja czytelnictwa wśród dzieci, młodzieży i dorosłych oraz popularyzacja sztuk poprzez działania interdyscyplinarne. Najważniejszym działaniem fundacji jest organizacja Festiwalu Literatury dla Dzieci, dla którego od 2012 roku artystka tworzy identyfikacje wizualne. Recenzentka literatury dziecięco-młodzieżowej. Inicjatorka i animatorka warsztatów artystycznych i literackich.

## Wykształcenie
W 2000 ukończyła z wyróżnieniem Akademię Sztuk Pięknych w Krakowie, Wydział Malarstwa (pracownia prof. Leszka Misiaka) oraz Aneks z Książki (pracownia prof. Romana Banaszewskiego). W 2004 obroniła dyplom na Wydziale Grafiki krakowskiego ASP w Pracowni Filmu Animowanego prof. Jerzego Kuci. W 2011 ukończyła studia doktoranckie na ASP w Warszawie w Pracowni Projektowania Książki i Typografii u prof. Macieja Buszewicza.
Stypendystka prof. Jana Szancenbacha oraz prof. Janiny Kraupe-Świderskiej. Oba stypendia w 1998 i 2000 odbyła w Paryżu. Stypendystka Twórczego Miasta Krakowa za osiągnięcia artystyczne przyznane przez prezydenta miasta oraz Ministra Kultury i Dziedzictwa Narodowego w dziedzinie Literatura (2018).

## Projekty artystyczno-społeczno-interdyscyplinarne
- 2008 – Kwadrat Magiczny, wystawa doktorantów ASP, Solvay, Kraków
- 2012-2014 – Projekt Szpilki (projektszpilki.pl/szpilki.php)[6] (2012 – Międzynarodowy Festiwal Brunona Schulza, Drohobycz, Ukraina[7]; 2012 – Kampania na bilbordach i citilightach pod patronatem AMS; 2012 – Festiwal After Schulz, teatr Polski, Chicago; 2012 – Festiwal Conrada, Powiśle CIT, Kraków; 2012 – Festiwal Druga strona stołu, Tajpej; 2013 – VIII Moskiewski Międzynarodowy Festiwal Open Moscow, Moskwa; 2013 – Bruno4ever, Lublin; 2014 – Festiwal Literackie Podwórko, Muzeum Włókiennictwa, Łódź)
- 2015 – Projekt Emeryty (projektszpilki.pl/emeryty)[8] (Festiwal Conrada, Cricoteka Ośrodek Dokumentacji Sztuki Tadeusza Kantora, Kraków)
- 2018 – projekt loveKrólowe (wystawa plenerowa pod Wawelem, Kraków; Centrum św. Jana, Gdańsk)[9][10]

Autorka filmów animowanych dla dzieci, między innymi Felicjanek 10 oraz Pierwsze dni z życia Kaki, zrealizowanych przez Studio Filmów Rysunkowych w Bielsku-Białej.
Swoje prace wystawiała w Polsce i na całym świecie (w Niemczech, Holandii, Czechach, Słowacji, USA, Tajwanie, Rosji, Ukrainie).

## Nagrody i wyróżnienia
Otrzymała nagrodę Polskiej Sekcji IBBY za promowanie czytelnictwa oraz wyróżnienie za ilustracje do książki Wiórki wiewiórki i inne bajki wierszem autorstwa Łukasza Dębskiego. Laureatka nagród i wyróżnień, w tym nagrody Hanny Wojterkowskiej-Haber za Wyróżniający się Dyplom Roku, nagrody Feniks za najlepiej zaprojektowaną książkę dla dzieci, nagrody Magazynu Literackiego Książki, za najlepszą publikację turystyczną wydaną w 2009, nagrody holendersko-polskiej Fundacji Orła Białego i firmy Talens w konkursie Holandia oczami Polaków, wyróżnienie Honorowe w X Ogólnopolskim Przeglądzie Malarstwa Młodych i inne. W maju 2024 została laureatką nagrody Krakowska Książka Miesiąca za publikację Przybyszewska / Pająkówna. Głuchy krzyk.

### Książki biograficzne
- Kobiety i Schulz, wyd. słowo obraz/terytoria, 2016
- Bruno. Epoka genialna, wyd. Znak, 2020

### Wybrane książki dla dzieci
- Adam i Ewa, wyd. WAM, 2001 (tekst i ilustracje)
- Arka Noego, wyd. WAM, 2003 (tekst i ilustracje)
- Opowieść o drzewie figowym, czyli jak nauczyć się cierpliwości, wyd. WAM, 2006 (tekst i ilustracje)
- Uwaga! Alarm! Smogosmok!, Stowarzyszenie Krakowski Alarm Smogowy, 2015
- Poczet królowych polskich, wyd. Znak Emotikon, 2018
- Jak Stryjenka Milenka palec od ssania uratowała, wyd. Debit, 2018 (tekst i ilustracje)
- Jak Stryjenka Milenka strachy na lachy opanowała, wyd. Debit, 2019 (takt i ilustracje)
- ilustracje do książki Łukasza Dębskiego Wiórki wiewiórki i inne bajki wierszem, wyd. Znak, 2001
- ilustracje do książki Łukasza Dębskiego Krówki i mrówki i inne bajki wierszem, wyd. Znak, 2002
- ilustracje do książki Łukasza Dębskiego Gdzie Portugalczyk wygrzewa stopy, czyli podróż w głąb Europy, wyd. Znak, 2004
- ilustracje do książki Łukasza Dębskiego Łamisłówka, wyd. Świat Książki, 2007
- ilustracje do książki Łukasza Dębskiego Łamigłówki, wyd. Świat Książki, 2009
- ilustracje do książki Łukasza Dębskiego Pan Teodor Wąsik Trzeci, czyli kurs Bon Ton dla dzieci, wyd. Świat Książki, 2009
- ilustracje do książki Łukasza Dębskiego Wierszownik z podróży dookoła świata, wyd. Świat Książki, 2010
- ilustracje do książki Łukasza Dębskiego Literozagadki, wyd. Publicat, 2011
- ilustracje do książki Łukasza Dębskiego Kierpce, wianki, obwarzanki, czyli wędrówki po Małopolsce, wyd. WAB, 2012